# Il testamento/Carlo Martello ritorna dalla battaglia di Poitiers
Il testamento/Carlo Martello ritorna dalla battaglia di Poitiers è il 15º singolo discografico del 1968 di Fabrizio De Andrè.

## Tracce
1. Il testamento
2. Carlo Martello ritorna dalla battaglia di Poitiers